# Albano Tomaselli

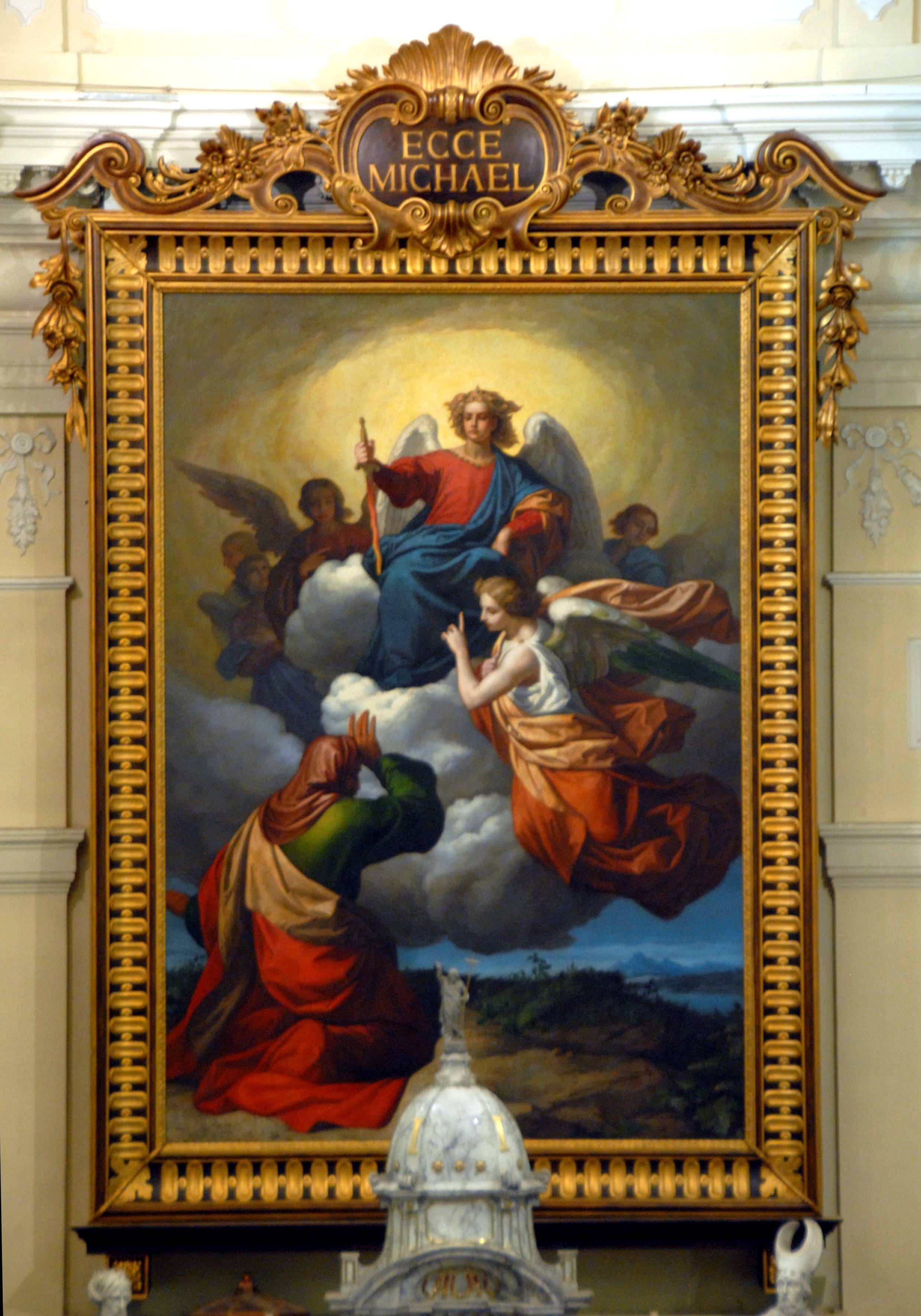
Visione di San Daniele con San Michele Arcangelo nella chiesa di Arsiero

Albano Tomaselli (Strigno, 26 marzo 1833 – Firenze, 10 dicembre 1856) è stato un pittore italiano.

## Biografia
Nasce a Strigno, al tempo del  dominio asburgico, da Elisabetta Carraro e Giuseppe, di professione calzolaio. Interessato fin da piccolo alla pittura, grazie all'aiuto di nobili locali riesce a coltivare la sua passione, fino ad iniziare a lavorare presso uno scultore a Padova a partire dal 1845. Nel 1847 entra all'Accademia di belle arti di Venezia grazie ad un finanziamento dei cittadini di Padova, seguendo i corsi di Michelangelo Grigoletti e Pompeo Marino Molmenti, che lasceranno un'impronta di tipo hayezano nello stile pittorico di Albano.
Nel 1849 segue, nell'ambito degli studi nell'Accademia, la Scuola di statutaria, facendosi notare dall'architetto Pietro Selvatico (dal 1850 presidente dell'Accademia). Ancora studente ottiene le sue prime commissioni, sia pubbliche che private, venendo promosso a "maestro". Termina gli studi accademici nel 1853, venendo anche premiato per un suo dipinto a carattere storico. Nel 1855 espone ad una mostra dell'Accademia su Filippo IV di Spagna e dipinge la pala d'altare nella Chiesa di San Michele Arcangelo di Arsiero, raffigurante la visione dello stesso arcangelo da parte di San Daniele.
Nel 1856 vince una borsa di studio per proseguire gli studi presso l'Accademia di belle arti di Roma. Lungo il viaggio verso Roma si trattiene a Bologna, dove viene derubato, ed in seguito a Firenze. All'inizio del mese di dicembre, durante il soggiorno nel capoluogo toscano, viene colpito dal vaiolo, morendone il 10 dello stesso mese (o il 16 secondo altre fonti) a soli 23 anni. Venne sepolto nel cimitero delle Porte Sante. Il suo borgo d'origine, Strigno (ora parte del comune di Castel Ivano), nel 1887 pose una targa commemorativa sulla facciata della sua casa natale, mentre nel 2011 gli intitolò la biblioteca comunale.